# Cantón de Fougères-Norte
El cantón de Fougères-Norte era una división administrativa francesa, que estaba situada en el departamento de Ille y Vilaine y la región de Bretaña.

## Composición
El cantón estaba formado por nueve comunas, más una fracción de la comuna que le daba su nombre:
- Beaucé
- Fleurigné
- Fougères  (fracción)
- La Chapelle-Janson
- Laignelet
- Landéan
- La Selle-en-Luitré
- Le Loroux
- Luitré
- Parigné

## Supresión del cantón de Fougères-Norte
En aplicación del Decreto nº 2014-177 de 18 de febrero de 2014, el cantón de Fougères-Norte fue suprimido el 22 de marzo de 2015 y sus 10 comunas pasaron a formar parte del nuevo cantón de Fougères-2.